# Église Notre-Dame-de-France de Bizerte
Pour les articles homonymes, voir Notre-Dame de France.
L'église Notre-Dame-de-France, située dans la ville de Bizerte en Tunisie, est une église catholique construite à l'époque du protectorat français. Cédée au gouvernement tunisien en 1964, elle abrite désormais la maison de la culture de la ville.

## Origine

### Présence chrétienne à Bizerte
Bien que la présence de nombreux bagnes d'esclaves à Bizerte soit à l'origine d'une importante présence chrétienne, il faut attendre l'installation d'une succursale de la Compagnie française du Cap Negro en 1738 pour que la construction d'un lieu de culte dans la ville soit envisagée. Une chapelle de l'Immaculée Conception est édifiée en 1768. La présence d'une autre chapelle dédiée à saint Augustin est également mentionnée à la même époque. Après un important déclin de la population chrétienne au début du XIXe siècle, le règne tolérant d'Ahmed Ier Bey encourage le retour de nombreux pêcheurs italiens. Une nouvelle chapelle est ouverte en 1851.
Le lieu de culte est bientôt trop exigu et la construction d'un plus vaste édifice est nécessaire. Pour obtenir le terrain, l'évêque de Tunis, Monseigneur Fidèle Sutter, demande l'aide de Sadok Bey, qui lui accorde la maison Costa et les trois magasins annexes « pour quels maisons et magasins nous nous obligeons à ne réclamer ni rente, ni loyer, ni prix de leur valeur ». Au bout de trois ans de travaux menés par le père Alexandre de Varazze, l'église est inaugurée en 1874. Conçue pour accueillir 600 paroissiens, elle mesure vingt mètres de long sur huit mètres en largeur et sept mètres de haut. Parallèlement, une école accueille des enfants français, italiens, maltais et israélites.
L'instauration du protectorat français en Tunisie et la construction du port militaire de Bizerte amènent une nombreuse population chrétienne dans la ville. L'église est vite trop petite et sa situation dans la médina rend son accès difficile. La construction d'un nouveau lieu de culte est bientôt décidée.

### Construction
Le terrain où sera édifié l'église est cédé par la commune et la Compagnie du port de Bizerte. Son directeur, Hildevert Hersent, ajoute même 500 m2 de plus à titre personnel. La première pierre, bénie par le cardinal Adolphe Perraud, évêque d'Autun, est posée le 8 février 1889 devant 2 000 personnes mais les travaux ne commencent véritablement qu'à la fin de l'année 1901.
Bien qu'ils ne soient pas encore terminés, on y donne la première messe le 21 décembre 1902 afin de pouvoir faire sonner les cloches pour la fête de Noël. L'édifice mesure cinquante mètres de long, 19,6 mètres de large et la nef s'élève sur treize mètres de haut. Sur ordre des autorités militaires, le clocher prévu pour culminer à 22,5 mètres de haut se limite finalement à une hauteur de 15,30 mètres.
Après s'être impliqués dans le financement et la construction de l'église, les dirigeants de la compagnie du port apportent leur soutien pour équiper l'édifice. Abel Couvreux, plus proche collaborateur du directeur, offre les cloches et les trois vitraux du fond. Les orgues et la statue de Notre-Dame-de-France sont offerts par Virginie Hersent.

## Historique

### Avant guerre
Appelée « Notre-Dame-de-France » par les fidèles, l'église fête sa patronne tous les 10 juin. Située dans une ville de garnison maritime, ses paroissiens sont nombreux mais très mobiles. Cependant, on y trouve aussi une population européenne permanente très importante, pouvant monter jusqu'à 10 000 Français et Italiens auxquels il faut rajouter un millier de Maltais. Certains offices accueillent mille paroissiens.

### Destruction et reconstruction de l'église
La période de la campagne de Tunisie entre 1942 et 1943 est une tragédie pour l'église. La ville est intensément bombardée par les avions anglais et américains et l'édifice pratiquement détruit. Seule la statue de la Vierge est restée sur son socle ; la ville est par ailleurs désertée par les militaires français qui ont rejoint les champs de bataille et par la population qui fuit les bombes. Après la reddition allemande, on dresse une chapelle en bois dans le jardin de l'église, avant de construire un lieu de culte provisoire de 500 places en 1945.
Le 15 août 1951, on pose la première pierre de la reconstruction. Les travaux sont menés par la Compagnie des constructions civiles et industrielles de Paris. Les architectes sont Jean Le Couteur, Jean Debély et François Messina ; l'ingénieur est Bernard Laffaille. La nouvelle église est bénie par Monseigneur Maurice Perrin, archevêque de Carthage et primat d'Afrique, le 14 juin 1953. Sa nouvelle architecture est célébrée dans des termes prophétiques par un prêtre algérois : « L'architecture de votre église est-elle autre chose, dans ses lignes majeures, qu'une tente appuyée à ses piquets ? Or, ici-bas, nous n'avons pas de cité permanente. Au vrai, nous sommes des nomades, et Dieu en personne veut bien faire route avec nous. C'est ce que cette église si clairement nous rappelle ».

Un article de La Dépêche tunisienne décrit l'édifice en ces termes : 
« Au dessus d'une infrastructure qui rappelle, par ses arcs en plein cintre, par l'emploi de la brique, par la forme de l'abside, les assises antiques de l'Église chrétienne en terre d'Afrique, les montants de ciment armé, porteurs d'une voûte hardie et souple qui utilise toutes les ressources des matériaux modernes et qui finit par évoquer, par sa légèreté, la toile de tente des nomades tendue sur ses piquets. Entre les montants, comme au travers d'une claire-voie se déploie, comme une paroi continue, la décoration de verre dont M. Martin-Granel est l'auteur. M. Martin-Granel a créé des vitraux de verre colorié et transparent, scellés dans le ciment qui sont comme des fenêtres hautes et peu larges. Ces vitraux racontent l'Ancien et le Nouveau Testament et les saints d'Afrique. »

### Désacralisation
Toutefois, l'église n'est pas encore complètement achevée. Le 14 avril 1957, on inaugure les nouvelles orgues composées de mille tuyaux et quinze jeux mais il reste encore le clocher à construire. Le permis de construire est présenté en juin 1960 mais les nouvelles autorités tunisiennes exigent qu'il ne dépasse pas une hauteur de 27 mètres.
La tragédie de la crise de Bizerte porte le coup de grâce à l'achèvement des travaux. En deux ans, la ville se vide de sa population européenne. Le modus vivendi signé entre le gouvernement tunisien et le Vatican le 10 juillet 1964 prend acte de cette désaffection. L'église de Bizerte est cédée gracieusement à la municipalité. Elle est d'abord transformée en bibliothèque puis en salle d'exposition avant de devenir une maison de la culture. Quant aux offices religieux, ils se tiennent maintenant dans ce qui était la chapelle de l'école des sœurs, renommée Notre-Dame-de-l'Assomption.

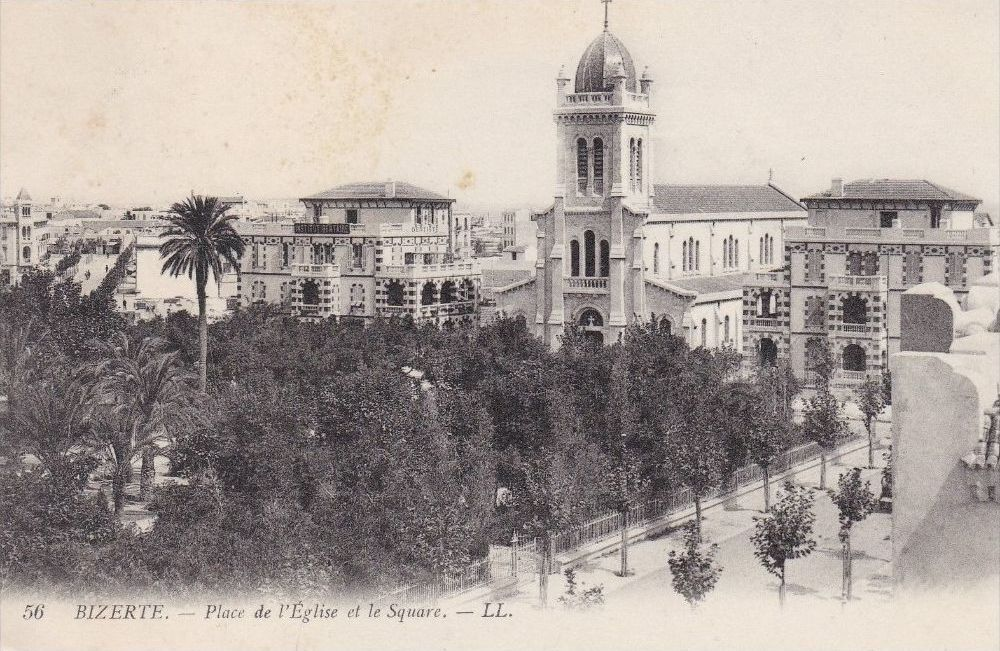
Première église dans les années 1910.
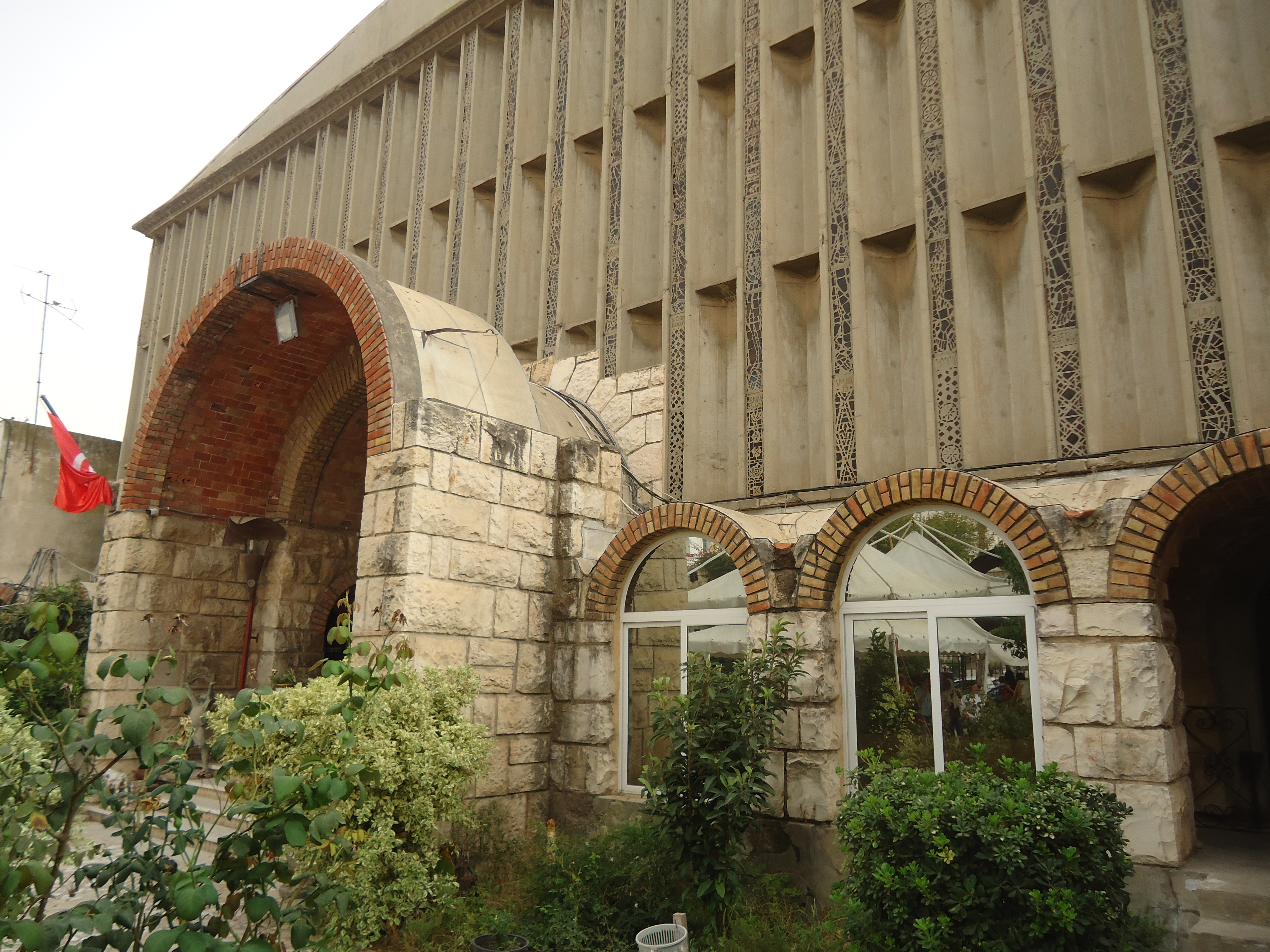
Façade de l'église en 2023.
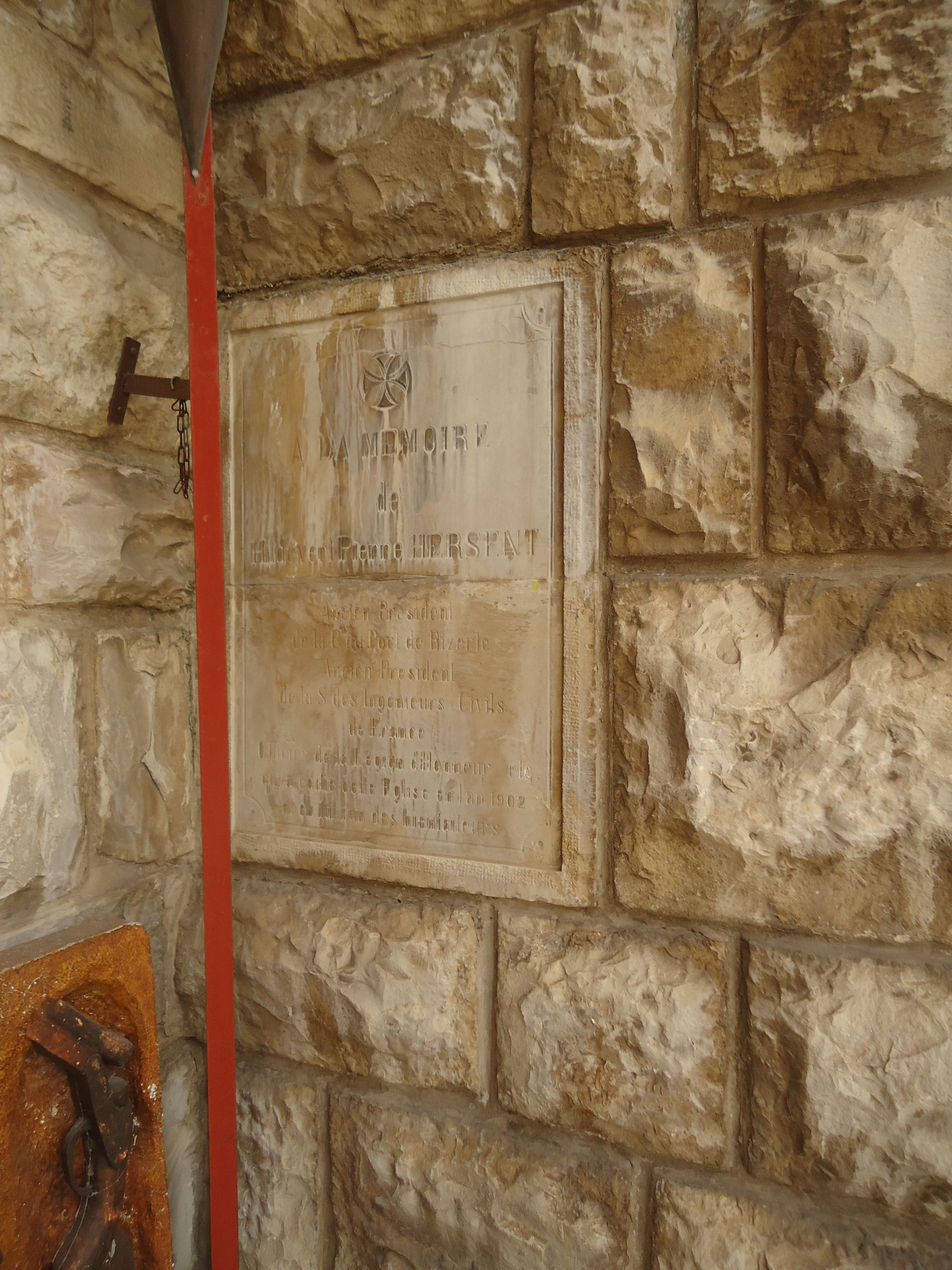
Plaque commémorative en mémoire de Hildevent Pierre Hersent apposée à l'entrée de l'église.

## Prélats responsables de l'église
- Élie Roger (1903-1909) ;
- Antoine-Marie Dianelli (1910-1920) ;
- Chanoine Morlais (1920-1926) ;
- Monseigneur Bédu (1926-1930) ;
- Monseigneur Rouvelet (1930-1934) ;
- Abbé Boudange (1934-1937) ;
- Monseigneur Legendre (1937-1951) ;
- Monseigneur Cassou (1951-1964).